# Piula nord-americana
La piula nord-americana o piula de ventre pàl·lid (Anthus rubescens) és una espècie d'ocell de la família dels motacíl·lids (Motacillidae) que habita zones de tundra, praderies i vessants amb herba a l'est de Sibèria, Sakhalín, Kamtxatka, les illes Kurils, del Comandant i Aleutianes, Alaska, nord i oest del Canadà incloent moltes illes àrtiques, nord-oest dels Estats Units i sud de Groenlàndia. Les poblacions americanes passen l'hivern més al sud.